# Cemig Telecom
A CEMIG Telecom foi uma concessionária de serviços de telecomunicações do Brasil. Atuava no segmento de internet via redes de fibra óticas para todo o estado de Minas Gerais, além de regiões metropolitanas de Salvador (BA), Fortaleza (CE), Recife (PE) e Goiânia (GO). Era voltada exclusivamente para clientes corporativos, utilizando compartilhamento de infraestrutura da Cemig.

## História
Constituída em 13 de janeiro de 1999 com o nome de Infovias, em conjunto com a AES Brasil, integrante do grupo AES Corporation e o CLIC - Clube de Investimentos dos Empregados da Emissora. A época da fundação, a Emissora detinha 48,97% do capital total da Infovias, a AES aproximadamente 49,97% e o CLIC 0,99%. Posteriormente a Cemig adquiriu a participação da AES e passou a deter mais de 99% do capital social.
Em 2010, a Cemig Telecom adquiriu 49% da Ativas Data Center, empresa de tecnologia da informação, prestadora de serviços de infraestrutura de hospedagem física e armazenamento de base de dados.
A Cemig Telecom também controlava 49% da Axxiom, os outros 51% eram controlados pela Light, esta empresa fornece produtos e serviços de gestão de energia e automação de softwares.
Em 2018, a Cemig Telecom tinha cerca de 6,3 mil km de cabos ópticos em redes metropolitanas e 11,6 mil km de cabos ópticos de longa distância. A empresa atendia cerca de 100 cidades em sete estados diferentes.

## Privatização
Em 2018, as empresas American Tower e Algar Telecom venceram um leilão de ativos da Cemig Telecom. O certame foi realizado na manhã do dia 8 de agosto, em Belo Horizonte. Do total de 17 empresas que se interessaram e acessaram o data room da Cemig, apenas Algar, American Tower e Claro se habilitaram a participar da disputa. A Claro, no entanto, decidiu não apresentar proposta.
O lote 1 trazia a maior quantidade de ativos, sendo formado por redes de fibra em Minas Gerais, São Paulo e Rio de Janeiro, e foi adquirido pela American Tower, que fez uma proposta de R$ 571 milhões. O lote 2  com redes de fibra ótica em Fortaleza (CE), Salvador (BA), Recife (PE) e Goiânia (GO) foi arrematado pela Algar por R$ 77,89 milhões.